# Lejeunea laii
Lejeunea laii är en bladmossart som beskrevs av R.L.Zhu. Lejeunea laii ingår i släktet Lejeunea och familjen Lejeuneaceae. Inga underarter finns listade i Catalogue of Life.